# Whiteside (Distrito de los Lagos)
Whiteside es un lugar de pastos en el área noroccidental del Distrito de los Lagos de Inglaterra. Se encuentra en el extremo occidental del cerro Grisedale Pike- Hopegill Head con vistas a Crummock Water.

## Topografía
El North Western Fells ocupa el área entre los ríos Derwent y Cocker, una franja de terreno montañoso con dirección norte-sur. Dos caminos cruzan de este a oeste, dividiendo las colinas en tres grupos. El sector central, que se eleva entre Whinlatter Pass y Newlands Pass, incluye Whiteside.
El terreno elevado de este grupo de páramos está formado por una serie de crestas en forma de letra "H" . La cresta norte está formada por Whiteside, Hopegill Head y Grisedale Pike, mientras que la cresta de Grasmoor a Causey Pike corre paralela al sur. La unión entre las dos es el paso de Coledale Hause. Este se encuentra en la cabecera de dos valles: Coledale descendiendo hacia el este y Gasgale Gill yendo hacia el oeste.
Whiteside forma una media luna poco profunda, cóncava hacia el sur y bordeada en esa cara por la gran pared de Gasgale Crags. Esta cae 500 pies desde la cresta de la cumbre hacia el valle de abajo. El extremo oriental conecta con Hopegill Head sin gran pérdida de altura, mientras que el extremo occidental de la cresta desciende abruptamente sobre Whiteside End hasta el valle de Lorton. La parte superior subsidiaria de Whin Ben (1.355 pies) se encuentra en la zona suroeste, con vistas al punto donde Gasgale Gill se abre a los campos de Lanthwaite.
Las laderas del norte son mucho más extensas, con dos largas crestas que sobresalen de la masa principal de la cadena. La más corta es Penn, mientras que más al este está Dodd (1,489 pies). El valle de Hopegill separa Dodd de Ladyside Pike y la cresta norte de Hopegill Head.

## Geología
Los riscos del sur están compuestos por roca de la Formación Kirkstile, que comprende rocas como lutita y limolitas. Al norte está la Formación Loweswater de arenisca.
Hay dos pruebas mineras en las laderas occidentales de Whiteside. En el lado norte de Gasgale Gill hay una corta excavación, tal vez destinada a seguir el curso de la veta Force Crag desde Coledale. Debajo de Whiteside End hay un pequeño trabajo donde se extrajo algo de galena..

## Cumbres
Whiteside tiene tres cumbres: la parte superior "Wainwright" se encuentra en el extremo de la cresta Crummock Water y tiene una altura de 707 metros. Wainwright aceptó que no era el punto más alto, pero lo eligió como la cumbre en su Guía ilustrada de Lakeland Fells. Esta parte superior occidental tiene suficiente importancia para ser clasificada como Nuttall. Wainwright describió la verdadera cumbre como la "cima este", que se encuentra 400 metros más adelante a lo largo de la cresta hacia Hopegill Head y sustancialmente más alta a 719 metro . Los Nuttalls describen la verdadera cumbre como "Whiteside East Top" y la inferior "Wainwright" cumbre como "Whiteside"
La tercera cima se encuentra más hacia el este. Tiene una altura de 703 m  y se menciona en algunas guías como Gasgill Crags
Hay una hermosa vista de West Cumberland, el Solway Firth y las colinas de Escocia. Más cerca, la vista de los páramos es interrumpida por Grasmoor y Crag Hill al sur y Hopegill Head al este, aunque grupos aislados de páramos aparecen en los vacíos. Crummock Water y Loweswater se ven al descender un poco hacia el oeste. El sendero entre Whiteside y Hopegill Head está clasificado como uno de las mejores del distrito, con Alfred Wainwright describiéndola como "una travesía de alto nivel y emocionante"; hay excelentes vistas hacia Gasgale Gill en el lado sur..

## Ascensos
La ruta principal de ascenso es desde Lanthwaite Green, en el extremo norte de Crummock Water, ascendiendo pendientes de brezo en la cima menor de Whin Ben antes de llegar a la cumbre. Whiteside también se puede subir desde el norte, utilizando las crestas Dodd o Penn.